# Hermeticidad (construcción)
La hermeticidad de una construcción (también llamada hermeticidad al aire) se puede definir como la resistencia a las filtraciones de aire hacia el interior o hacia el exterior a través de puntos o áreas de fugas no intencionales en la envolvente de edificación. Esta fuga de aire es impulsada por presiones diferenciales a lo largo de la envolvente debido a la combinación del efecto chimenea, el viento externo y los sistemas de ventilación mecánica.
La hermeticidad es la propiedad fundamental de un edificio que incide en la infiltración y exfiltración (la fuga incontrolada de aire exterior hacia el interior y hacia el exterior a través de grietas, intersticios u otras aberturas no intencionadas de un edificio, causadas por los efectos de la presión del viento y/o el efecto chimenea).
Una construcción hermética tiene varios impactos positivos cuando se combina con un sistema de ventilación adecuado (ya sea natural, mecánico o híbrido):
- Facturas de calefacción más baratas debido a una menor pérdida de calor, con requisitos potencialmente menores de capacidad de equipos de climatización.
- Sistema de ventilación de mejor rendimiento
- Menor probabilidad de moho y podredumbre al ser menos probable que la humedad entre y quede atrapada en las cavidades.[5]
- Menos corrientes de aire y, por tanto, mayor confort térmico.

Desde un punto de vista energético, casi siempre es deseable aumentar la hermeticidad del aire, pero si la infiltración proporciona una dilución útil de los contaminantes interiores, la calidad del aire interior puede verse afectada. Sin embargo, puede no estar tan claro cuán útil es esta dilución pues las filtraciones en los edificios causan flujos de aire incontrolados y potencialmente habitaciones mal ventiladas, aunque la tasa total de intercambio de aire del edificio puede ser suficiente.  Este efecto adverso ha sido confirmado por simulaciones numéricas en el contexto francés que han demostrado que los sistemas típicos de ventilación mecánica producen una mejor calidad del aire interior con envolventes más herméticas.
La fuga de aire a través del envolvente desde el lado relativamente cálido y húmedo al lado relativamente frío y seco puede causar condensación y daños relacionados a medida que su temperatura desciende por debajo del punto de rocío.  

## Vías de fuga de aire

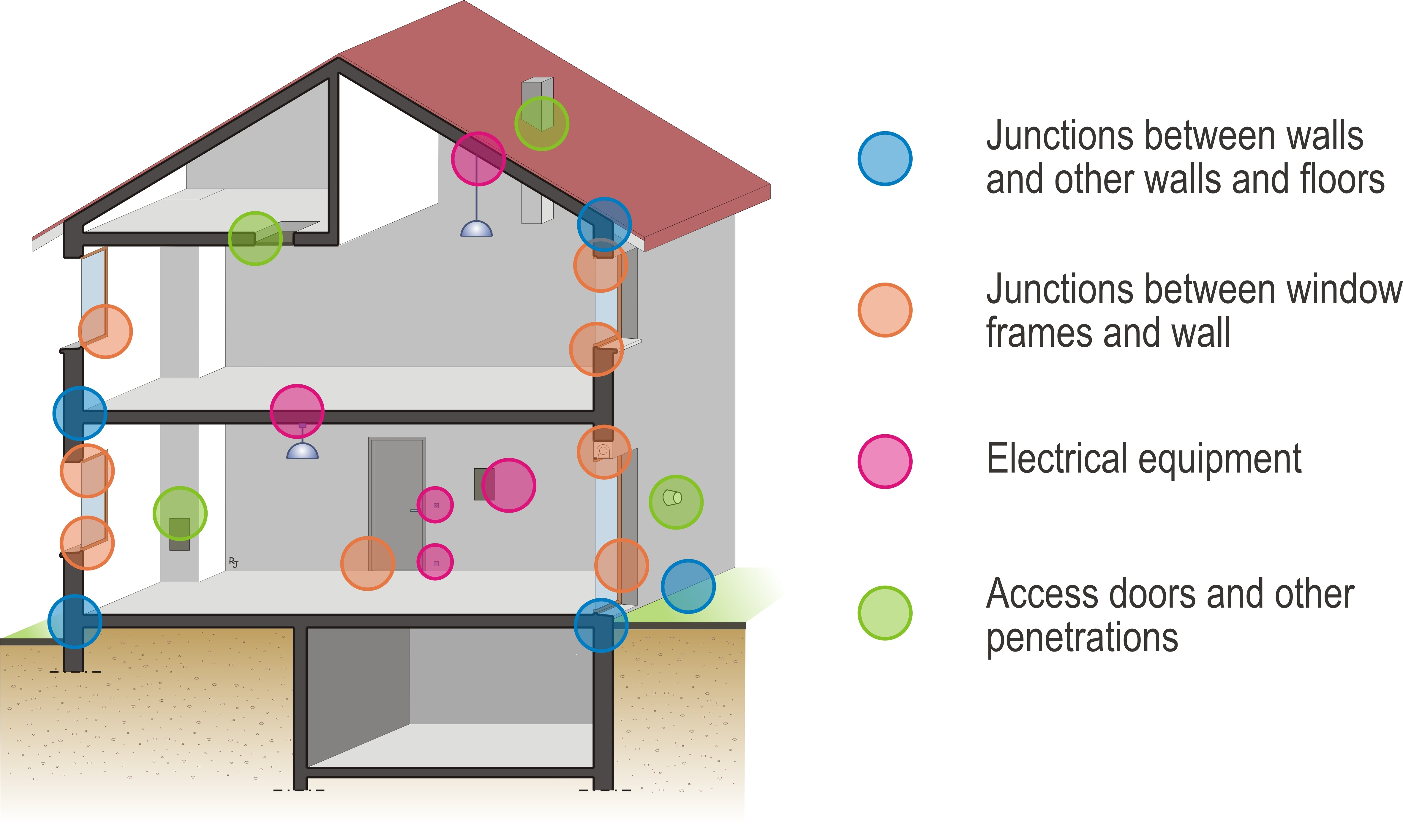
Sitios de fuga comunes clasificados en 4 categorías: uniones entre muros y otros muros y pisos (azul); uniones entre marcos de ventanas y muros (naranjo); equipos eléctricos (rosado); puertas de acceso y otras penetraciones (verde).

Las fugas suelen producirse en los siguientes lugares de la envolvente del edificio: 
- Uniones entre muros y otros muros o pisos
- Uniones entre marcos de ventanas y muros
- Equipos eléctricos
- Puertas de acceso y otras penetraciones de pared

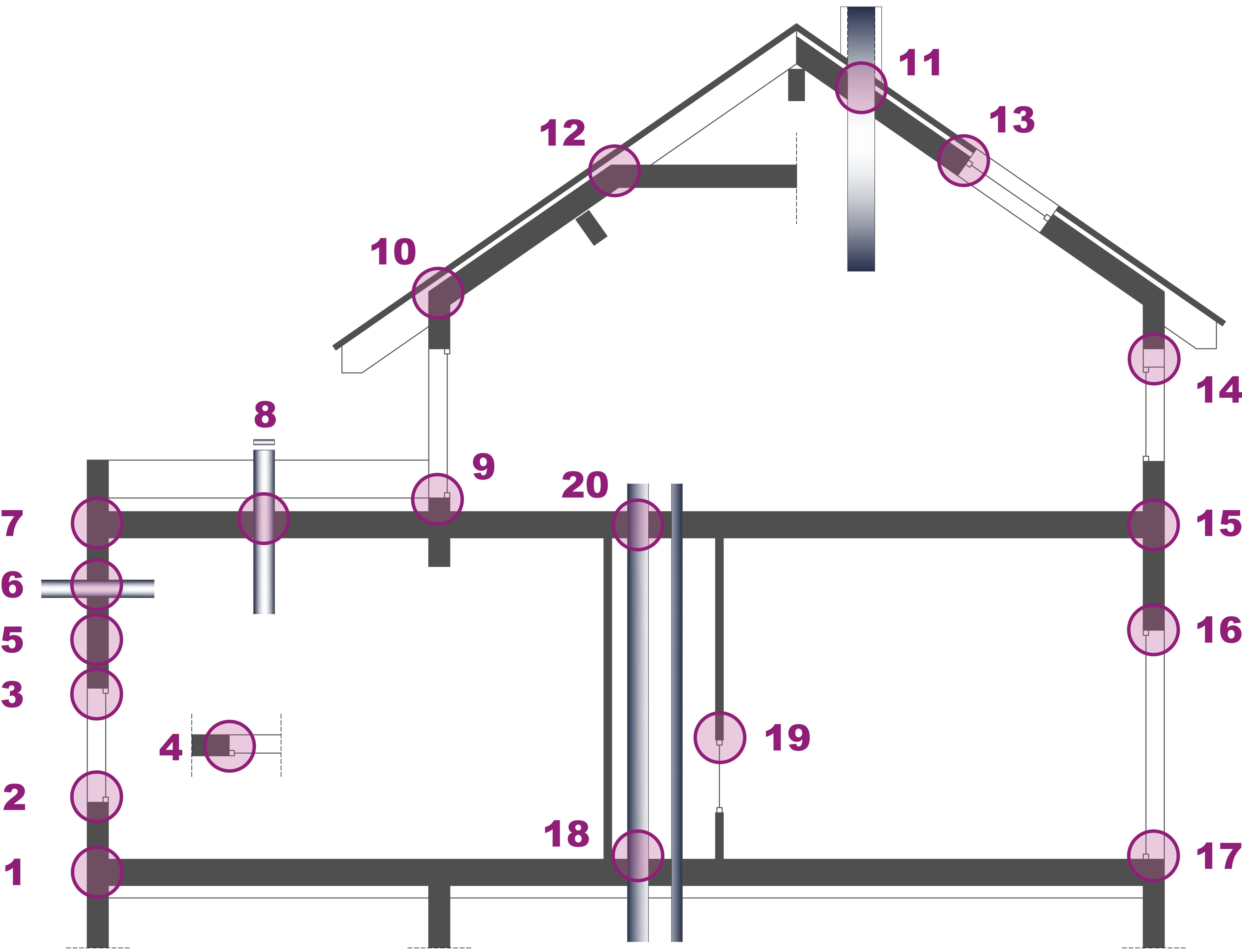
Sección vertical de un edificio típico con identificación de posibles uniones con fugas

Los sitios de fuga más comunes se enumeran en la figura y se explican a continuación:
1. Unión entre planta baja y muro vertical
2. Unión entre alféizar de ventana y pared vertical
3. Unión entre dintel de ventana y pared vertical
4. Unión entre revestimiento de ventana y pared vertical (vista horizontal)
5. Muro vertical (sección transversal)
6. Perforación de pared vertical
7. Unión entre planta alta y pared vertical
8. Penetración del piso superior
9. Unión entre ventana francesa y pared vertical
10. Unión entre techo inclinado y muro vertical
11. Penetración de techo inclinado
12. Unión entre cubierta inclinada y cumbrera
13. Unión entre techo inclinado y ventana
14. Unión entre persiana enrollable y pared vertical
15. Unión entre forjado intermedio y muro vertical
16. Unión entre dintel de puerta exterior y pared vertical
17. Unión entre umbral de puerta exterior y umbral
18. Penetración en piso inferior, espacio de acceso o sótano
19. Unión entre ducto de servicio y puerta de acceso
20. Unión entre pared interior y suelo intermedio

## Métrica
La hermeticidad de un edificio se suele expresar en términos de la tasa de flujo de aire de fuga a través del envolvente del edificio a una presión de referencia dada (generalmente 50 pascales), dividida por:
- Volumen del edificio calentado V. A los 50 Pa, se denomina tasa de renovación de aire a 50 Pa y suele expresarse como n50 (unidades: h−1 ).[11][12]
- Área de la envolvente AE. A los 50 Pa, se llama permeabilidad del aire a 50 Pa y se anota generalmente como q50 o qa50 (unidades: m3/(h·m2)).[11][12]
- Superficie construida AF. A los 50 Pa, se denomina tasa de fuga específica y generalmente se anota como w50 (unidades: m3/(h·m2)).[11][12]

El área de fuga efectiva (ELA por sus siglas en inglés) a una presión de referencia dada, también es una métrica común utilizada para caracterizar la hermeticidad del envolvente. Representa el área de un orificio perfecto que produciría el mismo caudal de aire que aquel que pasa a través de la envolvente del edificio a la presión de referencia. Para permitir comparaciones entre edificios, el ELA puede dividirse por el área de la envolvente o del piso, o puede usarse para derivar el área de fuga normalizada (NL, por sus siglas en inglés).
Para todas estas métricas, cuanto menor sea el valor de hermeticidad para un edificio determinado, más hermética será la envolvente de edificación.

## Prueba de presurización del ventilador
Los niveles de hermeticidad de un edificio se pueden medir utilizando un ventilador, instalado temporalmente en la envolvente del edificio (una puerta blower) para presurizar el edificio. El flujo de aire a través del ventilador crea una presión interna uniforme y estática dentro del edificio. El objetivo de este tipo de medición es relacionar la diferencia de presión a través de la envoltura con el caudal de aire necesario para producirla. En general, cuanto mayor sea el caudal necesario para producir una diferencia de presión determinada, menos hermético será el edificio. La técnica de presurización del ventilador también se describe en muchos métodos de prueba estándar, como ASTM E779 - 10, ASTM E1827 – 11, CAN/CGSB-149.10-M86, CAN/CGSB-149.15-96, ISO 9972:2006 (ahora reemplazada) y EN 13829, que ahora está "retirada" debido a la actualizada ISO 9972:2015.

## Requisitos de hermeticidad
La mayoría de los países europeos incluyen en sus regulaciones constructivas niveles mínimos de hermeticidad obligatorios o recomendados, con o sin pruebas obligatorias. Hay varios países (por ejemplo, Reino Unido, Francia, Portugal, Dinamarca, Irlanda) en los que, por reglamentación, las pruebas de hermeticidad son obligatorias para determinados tipos de edificios o en el caso de programas específicos.
En Estados Unidos, la IECC de 2012 adoptó requisitos de hermeticidad para todos los edificios, incluidas pruebas obligatorias. Además, en mayo de 2012, el Cuerpo de Ingenieros del Ejército emitió un nuevo Boletín de Ingeniería y Construcción en colaboración con la Air Barrier Association of America, que describe los requisitos del Ejército para la hermeticidad de los edificios y las pruebas de fugas de aire en los edificios para proyectos de construcción nuevos y de renovación. Washington fue el primer estado en instituir requisitos de barrera de aire con un requisito de fuga máxima de aire del material y una tasa máxima de permeabilidad del aire para todo el edificio con requisitos de prueba para edificios de seis pisos y más.
Existen varios programas voluntarios que exigen un nivel mínimo de hermeticidad para la envolvente del edificio ( Passivhaus, Minergie-P, Effinergie, etc.). Históricamente, el estándar Passivhaus, originado en 1988, fue la piedra angular para el desarrollo de la hermeticidad de las envolventes porque este tipo de edificios requieren niveles de fugas extremadamente bajos (n50 por debajo de 0,6 ach).